# Punabergstjärna
Punabergstjärna (Oreotrochilus estella) är en bergslevande sydamerikansk fågelart i familjen kolibrier.

## Utseende
Hanen och honan skiljer sig åt till utseendet genom att hanen har glänsande smaragdgrön strupe medan honan saknar sådan påfallande färg. Längden är 13 till 15 centimeter och vikten är åtta till nio gram. 

## Ekologi och beteende
Arten finns upp till en höjd av 5 000 meter över havet och dess habitat är gräs- och buskmarker. Då nätterna på högre höjder i Anderna kan bli mycket kyliga sänks fåglarnas kroppstemperatur under natten för att spara energi. Dess föda är nektar och i artens beteende ingår att den ofta slår sig ner på blommorna när den äter istället för att ryttla framför dem.

## Underarter och utbredning
Punabergstjärna förekommer i Anderna och delas numera oftast upp i två underarter med följande utbredning:
- O. estella estella – sydvästra Peru och nordvästra Bolivia till norra Chile och nordvästra Argentina
- O. estella bolivianus – centrala Bolivia (Cochabamba)

Grönhuvad bergstjärna (O. stolzmanni) behandlades tidigare som underart till punabergstjärnan och vissa gör det fortfarande. Den urskiljs dock allt oftare som egen art.

## Status och hot
Arten har ett stort utbredningsområde och en stor population med stabil utveckling och som inte tros vara utsatt för något substantiellt hot. Utifrån dessa kriterier kategoriserar internationella naturvårdsunionen IUCN arten som livskraftig (LC).

## Namn
Puna är en naturtyp med bergsslätter och ödemarker i de centrala delarna av Anderna i Sydamerika. På svenska har den även kallats andinsk bergsstjärna, andinsk stjärnkolibri och enbart stjärnkolibri.